# جیدا فایر
جیدا فایر (به انگلیسی: Jada Fire)(زاده ۱۱۱ سپتامبر ۱۹۷۶) بازیگر پیشین پورنوگرافی آمریکایی است.
جیدا شغل پورنوگرافی را با اپراتوری تلفنهای سکسی شروع کرد.
در سال ۲۰۰۸ در هنگام مبارزات انتخابات ریاست جمهوری آمریکا او به همراه بازیگران معروفی چون لیزا آن در یک فیلم پورنو با نام میخ پیلینو کی می‌کوبه؟ ظاهر شد که در آن در نقش شخصیتی هجو آمیز از کاندولیزا رایس، وزیر امور خارجه آمریکا در دولت جورج دبلیو بوش، بازی می‌کرد. توزیع‌کننده این فیلم شرکت فیلمسازی هاستلر بود.

## جوایز
- ۲۰۰۷ Adam Film World Guide Award – ملکه سال آب زنانه[۲]
- ۲۰۰۷ جایزه ای‌وی‌ان – بهترین صحنه سکس مقعدی برای فیلم Manhunters[۳]
- ۲۰۰۹ جایزه اربن ایکس – بهترین بازیگر سکس مقعدی[۴]
- ۲۰۱۰ جایزه اربن ایکس تالارمشاهیر[۵]
- ۲۰۱۰ تالار افتخارات ایکس‌آرسی‌او inductee[۶]
- ۲۰۱۱ AVN Hall of Fame inductee[۷]
- ۲۰۱۱ جایزه اربن ایکس – Best Anal Performer[۸]
- ۲۰۱۳ Juliland Hall of Fame Inductee[۹]